# ميتش هايت
ميتش هايت (بالإنجليزية: Mitch Hyatt)‏ هو لاعب كرة قدم أمريكية أمريكي، ولد في 6 فبراير 1997 في شوغر هيل في الولايات المتحدة.

## روابط خارجية
- ميتش هايت على موقع مرجع كرة القدم المحترفة.كوم (الإنجليزية)
- ميتش هايت على موقع مرجع كرة القدم المحترفة.كوم (الإنجليزية)